# 키슬러 공군기지
키슬러 공군기지(Keesler Air Force Base, IATA: BIX, ICAO: KBIX, FAA LID: BIX)는 미국 미시시피주에 위치한 공군 기지이다.

## 배속
- 제2공군
- 제81훈련비행단
- 제403비행단
  -  제53기상정찰비행대대, 1973년 7월 1일~1991년 6월 30일, 1993년 11월 1일~현재

## 사진첩

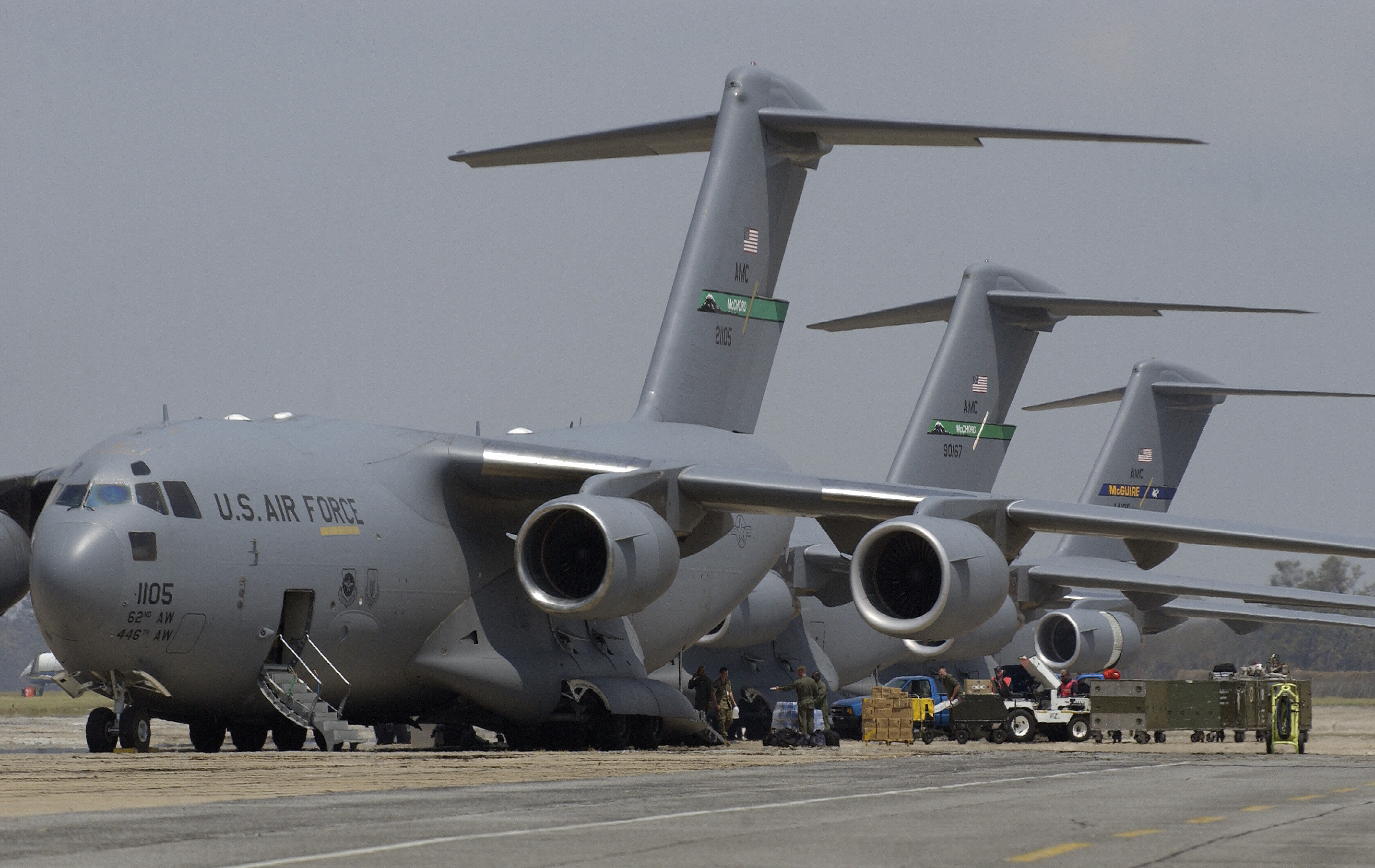
허리케인 카트리나를 긴급지원하기 위해 키슬러 기지에 C-17 글로브마스터III가 도착했다.
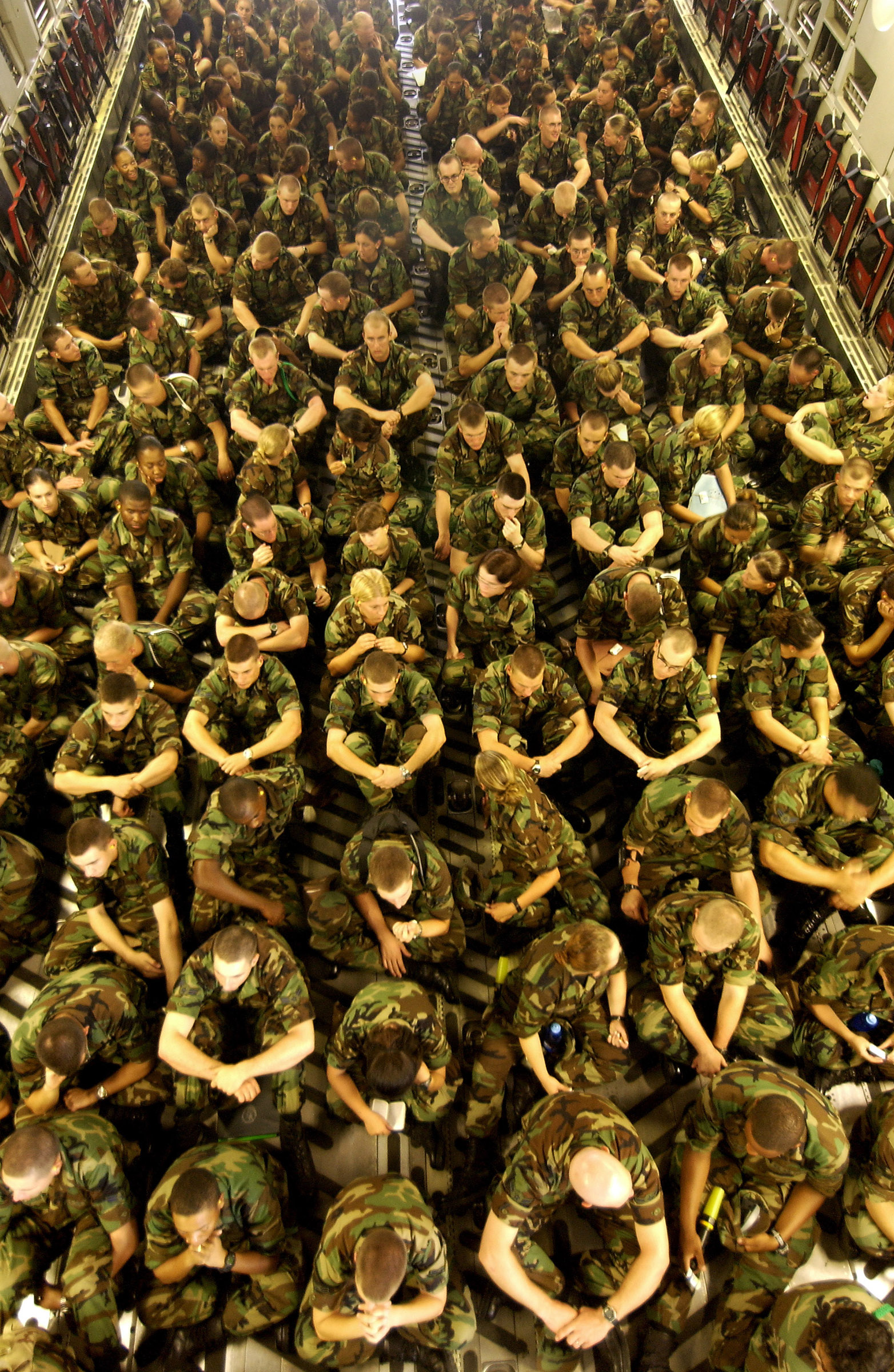
허리케인 카트리나 때문에 키슬러 공군기지의 훈련생도들이 C-17 글로브마스터III를 타고 다른 곳으로 피난하고 있다.